# هيروكي أكينو
هيروكي أكينو مواليد 8 أكتوبر 1994 في إنزاي، اليابان، هو لاعب كرة قدم ياباني يلعب لنادي كاشيوا ريسول ومنتخب اليابان لكرة القدم كلاعب وسط.

## مرحلة الشباب

### أندية لعب لها
- كاشيوا ريسول

## المسيرة الاحترافية

### أندية لعب لها
- كاشيوا ريسول

## روابط خارجية
- هيروكي أكينو على موقع الاتحاد الدولي (مؤرشف)  (الإنجليزية)
- هيروكي أكينو على موقع رابطة كرة القدم اليابانية للمحترفين (اليابانية)
- هيروكي أكينو على موقع قاعدة بيانات كرة القدم.إي يو (الإنجليزية)
- هيروكي أكينو على موقع Soccerway.com (الإنجليزية)
- هيروكي أكينو على موقع عالم كرة القدم.نت (الإنجليزية)